# Bioüzemanyag
A bioüzemanyagok olyan üzemanyagok vagy tüzelőanyagok, amelyeket a növényi vagy állati biomasszából állítanak elő. A bioüzemanyagok lehetnek szilárd, cseppfolyós (pl. bioetanol, biodízel) és gázneműek (pl. biogázok). Az Európai Unió arra törekszik, hogy növelje a bioüzemanyagok felhasználását. Ennek a célnak a megvalósítására jött létre az Európai Bioüzemanyagok Technológiai Platform.

## Szilárd biomassza
A szilárd biomassza többnyire növényi eredetű, erdészeti vagy mezőgazdasági hulladék, esetleg kifejezetten tüzelőanyagnak termelt növény (pl. energianád), amelyet az ásványi szenek égetése helyett használnak fel hő- vagy villamos áram termelésére. A legtöbb biomassza eredetű tüzelőanyag a mezőgazdasági hulladék, amelynek költség- és energiahatékony összegyűjtése jelenti a szilárd biomassza terjedésének legnagyobb szervezési és gazdálkodási kihívását. A mezőgazdasági hulladék összegyűjtésére és energetikai hasznosítására az Egyesült Államok és az Európai Unió is különféle támogatási programokat indított.

## Cseppfolyós bioüzemanyagok
A cseppfolyós bioüzemanyagokat elsősorban a járművek meghajtására szolgáló üzemanyagok részleges vagy teljes helyettesítésére állítják elő. Már a járműgyártás hajnalán előkelő szerepük volt mint az újonnan létrehozott gépezetek üzemanyagainak. Az Otto-motort Nikolaus Otto az etanol használatára tervezte, Rudolf Diesel motorjának üzemanyaga a mogyoróolaj volt. Csak amikor a kőolaj – amelynek energiasűrűsége lényegesen magasabb a bioüzemanyagokénál – szélesebb körben hozzáférhetővé vált, akkor hanyatlott le a bioüzemanyagok alkalmazása. A bioetanolt Brazíliában már az 1970-es évek óta széles körben használják, főleg a fosszilis energiahordozók szűkössége miatt. 2006-ban a bioetanol az üzemanyag-felhasználás 45%-át tette ki az országban. Jelenleg az ígéretes kutatások folynak az algákból nyerhető cseppfolyós üzemanyag kialakítására, mivel ezek az egyszerű növények különösen nagy hatásfokon hasznosítják a szén-dioxidot.

## Biogázok
A biogázok részben a mezőgazdasági termelés melléktermékeként létrejött és felhasznált gázok (például a szerves anyagok, pl. trágya bomlása közben létrejött metángáz), részben olyan gázok, amelyeket biomasszából fejlesztenek. A biogázokat speciális kialakítású gázmotorokban égetik el.

## Környezetvédelmi szempontok
A bioüzemanyagok megújuló energiaforrások, használatuk elvileg nem meríthető ki, a biomassza újratermelődésével fenntartható. A bioüzemanyagok elégetésével szén-dioxid jön létre, amelyet a növényi biomassza a fotoszintézis segítségével megköt, és újabb a biomassza fejlődésére használ fel. A bioüzemanyag felhasználását akkor tartjuk szén-dioxid-semlegesnek, ha a létrehozása és elégetése során keletkező szén-dioxid mennyisége nem több, mint az biomassza alapanyagban megkötött szén-dioxid.
A globális felmelegedés problémájának akuttá válása, a közlekedés ebben játszott szerepének felismerése után a bioüzemanyagok felhasználása nagy lendületet és publicitást kapott. 2006-ban George W. Bush, az Amerikai Egyesült Államok elnöke az Unió helyzetéről szóló üzenetében a bioüzemanyagok alkalmazásában jelölte meg a választ az USA kőolajfüggőségére és állami támogatást ígért az iparágnak.

## Kétségek
Hamarosan azonban jelentős kérdőjelek vetődtek fel a szakértők egyre szélesebb körében. A mezőgazdaság egy részének átállítása a bioüzemanyag termelésére egyes kritikusok szerint az élelmiszerárak növekedését eredményezte, különösen a kínai élelmiszerimport megugrásával párosulva. Mexikóban zavargások törtek ki a tortilla árának megugrása miatt, ami állítólag közvetlen összefüggésben volt a bioüzemanyagok termelésének fellendülésével. Roscoe Bartlett, a washingtoni képviselőház tudományos bizottsága energia- és környezetvédelmi albizottságának tagja szerint a bioüzemanyagokkal szembeni várakozások túlzottak voltak. Számításai szerint ha az Egyesült Államok egész kukorica-termését bioetanol előállítására fordítaná, ez is csak a felhasznált kőolajszármazékok 2,4%-át váltaná ki. Más kutatók arra mutatnak rá, hogy az új földek bevonása a bioüzemanyagok előállításába súlyos természetkárosító hatással járhat például az esőerdők számára. További kutatások megkérdőjelezték magát a széndioxid-megtakarítás nagyságát, valósságát is. Ha számításba vesszük a termelés és szállítás során felhasznált üzemanyagot és műtrágyát, a megtakarítások igen szerények lesznek.
A bioüzemanyagok második generációjának fejlesztői igyekeztek választ találni ezekre a problémákra. A biobutanol energiasűrűsége nagyobb az etanolénál. A cellulóz-alapú bioüzemanyagok nem az egyéb szempontból is értékes mezőgazdasági termést, hanem a hulladékokat (kipréselt cukornád, kukoricaszár) használják fel. Az előrelépés ellenére ezek a megoldások még távol állnak a kereskedelmi alkalmazhatóságtól.

## Politikai szempontok
A bioüzemanyagok termelése a 90-es évek végén, a 2000-es évek elején megoldásnak tűnt arra a relatív mezőgazdasági túltermelésre, ami Észak-Amerikát és Európát is jellemezte. A politikusok egymással versengve ígérték a mezőgazdaságból élő, vagy ahhoz kapcsolódó széles választói rétegek számára a bioüzemanyagok termelésének állami támogatását. Mindkét térségben jelentős szubvenciókat nyújtottak erre a célra. Amíg a fosszilis üzemanyagok eladása mindenhol óriási költségvetési bevétellel jár, a bioüzemanyagok termelése jelentős állami támogatás nélkül bizonyos területeken nem életképes.

## Kilátások
A bioüzemanyagok fontos eszközt jelentenek a globális felmelegedés elleni küzdelemben, mert mérsékelhetik a kőolajszármazékok felhasználását a közlekedésben. Alkalmazásuk azonban nagyon sok megoldandó gyakorlati problémát (gazdaságosság, állami szubvenciók) is felvet, és elvi okok (széndioxid-mérleg, környezeti hátrányok) miatt is egészében véve csak szerény hozzájárulást jelenthetnek a környezetvédelmi célok eléréséhez.